# Mel Sheppard
Melvin Whinfield Sheppard , conegut com a Mel Sheppard, (Almonesson Lake, Estats Units 1883 - Nova York 1942) fou un atleta estatunidenc, especialista en curses de mitjana distància i guanyador de cinc medalles olímpiques.
Va néixer el 5 de setembre de 1883 a la ciutat d'Almonesson Lake, població situada a l'estat de Nova Jersey. Va morir el 4 de gener de 1942 a la seva residència de Queens, barri situat a la ciutat de Nova York.
Especialista en curses de mitjana distància, va participar en els Jocs Olímpics d'Estiu de 1908 celebrats a Londres (Regne Unit), on va aconseguir guanyar la medalla d'or en les tres proves en les quals va participar: els 800 metres, on va establir un nou rècord del món amb un temps d'1:52.8 segons; els 1.500 metres, on va establir un nou rècord olímpic amb un temps de 4:03.4 segons; i els 1.600 metres relleus.
En els Jocs Olímpics d'Estiu de 1912 celebrats a Estocolm (Suècia) va aconseguir guanyar la medalla d'or en els relleus 4x400 metres, establint l'equip nord-americà un nou rècord del món amb un temps de 3:16.6 segons; i la medalla de plata en els 800 metres. Així mateix participà en els 400 metres, on fou eliminat en semifinals; i els 1500 metres, on tot hi arribar a la final no va finalitzar la cursa.